# 社会神经科学学会
社会神经科学学会（Society for Social Neuroscience）是一个国际性的跨学科学术组织，总部设于芝加哥大学。该学会主要由世界各地致力于研究生物系统如何执行社会过程与行为、脑与神经系统如何执行社会互动的神经科学家、心理学家、社会科学家和医生组成，旨在促进社会神经科学领域的基础和应用研究。

## 历史
经芝加哥大学的两位教授约翰·卡乔波和让·德赛迪发起，在与来自阿根廷、澳大利亚、哥伦比亚、韩国、荷兰、美国、日本、台湾、香港、新加坡、新西兰、以色列、英国、智利和中国大陆的神经科学家、心理学家、精神科医生、神经生物学家、工程师和计算机科学家们进行了一系列磋商之后，社会神经科学学会于2010年1月20日在新西兰的奥克兰宣告成立。它的首届年会于2010年11月12日在美国加州的圣地亚哥举行。

## 届次
- 第一届，美国加利福利亚州圣地亚哥，2010年11月12日
- 第二届，美国华盛顿哥伦比亚特区，2011年11月10-11日
- 第三届，美国路易斯安那州新奥尔良，2012年10月11-12日
- 第四届，中国广东省广州市，2013年12月5-7日